# Eerste Slag bij Guararapes
De Eerste Slag bij Guararapes was een treffen tussen Nederlandse en Portugese troepen.
Nadat in maart 1648 versterkingen uit de Republiek onder leiding van Witte de With in Recife waren aangekomen, volgden er langdurige beraadslagingen van de Hoge Raad van Nederlands Brazilië met de plaatselijke legerleiding. De legerleiding gaf er de voorkeur aan een zwak verdedigde stad als Rio de Janeiro aan te vallen terwijl de Hoge Raad een confrontatie met de Portugese hoofdmacht in de omgeving van Recife wilde aangaan in de hoop de belegerde stad te ontzetten. Dit leidde uiteindelijk tot de Eerste Slag bij Guararapes.
In de vroege ochtend van 18 april vertrok het Nederlandse leger met ongeveer 4500 man onder bevel van generaal Schoppe uit Mauritsstad op het eiland Antonio Vaz naar het vasteland. Ze brachten de nacht door op het strand bij een plaats aangeduid als Melckhuis, waar ze van enkele gevangen genomen Portugese soldaten vernamen dat zich een eenheid van enkele honderden Portugezen bij de suikermolen Guararapes bevonden.
Op 19 april trok het leger verder richting Guararapes en daar trof het een veel sterkere Portugese eenheid dan verwacht aan, bestaande uit zo'n 2300 man onder bevel van Francisco Barreto de Menezes, die eerder uit de gevangenis in Recife was ontsnapt. De eenheid had zich verschanst op de heuvels van Guararapes achter een moeras dat slechts een smalle doorgang richting de heuvels bood.
Ondanks de slechte condities van het terrein besloot Schoppe tot de aanval over te gaan nog voordat zijn eenheden compleet gearriveerd waren. De Portugezen gingen verwoed in de tegenaanval en een deel van de Hollanders verdronk in het moeras. Toen de achterhoede onder bevel van kolonel van den Brande arriveerden om ondersteuning te verlenen had Schoppe, die zelf gewond was geraakt, reeds het bevel gegeven de actie te staken. In het vuur van de strijd waren vele Nederlandse soldaten gedeserteerd omdat zij, mede door slechte betaling, niet erg gemotiveerd waren. Van den Brande hield de heuvels nog bezet tot de nacht viel om de manschappen te hergroeperen. Om erger te voorkomen werd in de duisternis bij hevige regenval de aftocht geblazen. Op 20 april keerde het leger terug in Recife en vielen er 500 doden en 556 gewonden te betreuren.